# Michael Abney-Hastings
Pour les articles homonymes, voir Abney.
Michael Edward Abney-Hastings, 14e comte de Loudoun (né le 22 juillet 1942 dans le Sussex et mort le 30 juin 2012 à Jerilderie en Australie) est un citoyen australien connu pour son documentaire Britain's Real Monarch, qui le présente comme le véritable roi du Royaume-Uni à la place d'Élisabeth II. Il étudie à Ampleforth College dans le Yorkshire, mais émigra à Jerilderie où il vécut comme fermier dans une rizière. Descendant de George Plantagenet, son fils Edward IV était alors illégitime.

## Biographie
Fils du Capitaine Walter Strickland Lord et Barbara Abney-Hastings, 13e Comtesse de Loudoun il grandit à Ashby-de-la-Zouch dans le Leicestershire où il a un château : Ashby de la Zouch Castle. Il a eu deux fils et trois filles avec Noelene Margaret McCormick qu'il épouse en 1969. Son fils ainé, Simon Abney-Hastings est Lord Mauchline. Concernant sa filiation, il déclare : « Mais je n'en veux pas. Je ne vais pas écrire une lettre à la Reine disant : « Vous avez trois semaines pour partir et vous me devez 500 ans de pension ».

## Descendance
- Lady Amanda Louise Abney-Hastings (née en 1969)
- Lady Lisa Maree Abney-Hastings (née en 1971)
- Simon Abney-Hastings, 15e Earl of Loudoun (né en 1974)
- Lady Rebecca Lee Abney-Hastings (née en 1974)
- Hon. Marcus William Abney-Hastings (né en 1981)